# لازار دجوردجيفيتش
لازار دورديفيك (بالصربية: Лазар Ђорђевић)‏ هو لاعب كرة قدم صربي، ولد في 14 يوليو 1992 في فرانيي في صربيا. يلعب حاليا لصالح الرفاع البحريني منذ 1 يناير 2023.

## وصلات خارجية
- لازار دجوردجيفيتش على موقع قاعدة بيانات كرة القدم.إي يو (الإنجليزية)
- لازار دجوردجيفيتش على موقع Soccerway.com (الإنجليزية)
- لازار دجوردجيفيتش على موقع عالم كرة القدم.نت (الإنجليزية)